# Chrissie White

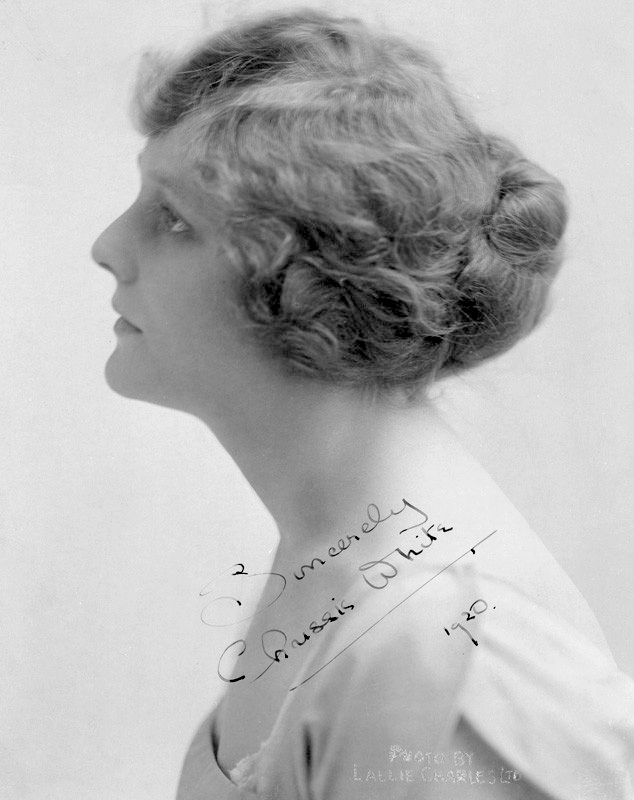
Chrissie White c. 1920

Chrissie White, geborene Ada Constance White, (* 23. Mai 1895 in London; † 18. August 1989 in Hollywood, Kalifornien) war eine britische Kinderdarstellerin und Schauspielerin. Sie gehörte zu den ersten Stars des britischen Films.

## Leben
Sie wurde als Ada Constance White geboren und hatte ihr Filmdebüt 1909. Sie trat häufig in Kurzfilmen von Lewin Fitzhamon auf, darunter gemeinsam mit Alma Taylor von 1910 bis 1915 in einer Komödienserie als Titelheldin Tilly. Sie war ausschließlich bei der Filmfirma von Cecil Hepworth angestellt und ihre Karriere endete 1924 mit dem Bankrott der Hepworth-Studios. Im selben Jahr heiratete sie den Schauspieler und Regisseur Henry Edwards, mit dem sie als die britischen Pickford-Fairbanks bereits in den 1910er Jahren ein beliebtes Filmpaar bildete.
White trat danach nur Anfang der 1930er Jahre in zwei Tonfilmen auf und zog sich nach dem Tod ihres Mannes 1952 vollständig ins Privatleben zurück.

## Filmografie (Auswahl)
- 1908: For the Little Lady’s Sake
- 1909: The Little Milliner and the Thief
- 1909: The Cabman’s Good Fairy
- 1924: The World of Wonderful Reality
- 1930: Call of the Sea
- 1933: General John Regan